# Berenike av Chios
Berenike av Chios, död 71 f.Kr., var en drottning av Pontus genom äktenskap med Mithridates VI Eupator av Pontus.
Hon var medborgare i stadsstaten och ön Chios. Mithridates deporterade år 86 innevånarna på Chios och ersatte dem med pontier, och det förmodas att han mötte Berenice i samband med detta. Hon blev hans älskarinna och sedan hans hustru, och han ska ha gett Chios huvudstad namnet Berenice efter henne (det ändrades dock igen när staden blev romersk).
När den pontiska kungen besegrades av den romerske generalen Lucullus i det tredje mithridatiska kriget och flydde till Tigranes II i Armenien, skickade han eunucken Bacchides till Pharnacea med order att döda Berenike, hans andra fru Monime av Miletos och hans två ogifta systrar Roxane och Stateira, så att de inte skulle falla i Lucullus händer. Bacchides lät det vara upp till Berenike att bestämma hur hon ville avsluta sitt liv. Berenike drack en kopp gift med sin mor, vilket dödade hennes mor omedelbart, men inte henne själv. Medan hon låg döende lät Bacchides, som tyckte att detta inte skedde tillräckligt snabbt, strypa Berenike.